# Verband bayerischer Geschichtsvereine
Der Verband bayerischer Geschichtsvereine e. V. ist ein Zusammenschluss bayerischer Geschichtsvereine.

## Geschichte
Am 2. August 1906 fand eine Vorversammlung zur Gründung eines Verbandes bayerischer Geschichts- und Urgeschichtsvereine in Nürnberg statt. Der Verein wurde am 24. November 1906 in Nürnberg als ein Zusammenschluss von 32 historischen und prähistorischen Vereinen in Bayern gegründet. Heute gehören dem Verband über 200 Geschichts-, Heimat-, Landes- und Volkskundevereine an, die sich die Erforschung und Vermittlung der Heimat-, Regional- und Landesgeschichte einschließlich der Landes- und Volkskunde zum Ziel gesetzt haben. Siegmund von Forster von der Naturhistorischen Gesellschaft Nürnberg wurde der erste Vorsitzende, der bis 1929 im Amt blieb.
Eine Denkschrift des Verbandes forderte bereits 1907 ein Bodendenkmalschutzgesetz. Von 1936 an stand der Verband unter der Führung des NSDAP-Parteimitglieds Bartholomäus Eberl. Von 1940 bis 1945 ruhte die Arbeit des Verbandes kriegsbedingt. 1946 nahm der Verein unter Max Grünzinger seine Tätigkeit wieder auf. Karl Bosl, der von 1963 bis 1989 Vorsitzender war, veranlasste 1968, den bisherigen Namen des Verbandes in „Verband bayerischer Geschichtsvereine“ umzubenennen.

## Sitz und Vorstand
Der Verein hat Sitz und Geschäftsstelle beim Institut für Bayerische Geschichte, Ludwigstraße 14, 80539 München.
1. Vorsitzender ist seit 2021 Stadtdirektor Michael Stephan, 1. Vorsitzender des Historischen Vereins von Oberbayern und ehemaliger Leiter des Stadtarchivs München.

## Vorsitzende
1. 1906–1929 Siegmund von Forster (1851–1939) Augenarzt, Naturhistorische Gesellschaft Nürnberg
2. 1929–1936 Georg Hock (1875–1936) Archäologe, Hauptkonservator bei der Außenstelle Würzburg des Landesamts für Denkmalpflege
3. 1936–1945 Bartholomäus Eberl (1883–1960) Priester, Volkskundler, Heimatpfleger des Bezirks Schwaben in Augsburg
4. 1946–1949 Max Grünzinger (kommissarischer Geschäftsführer) Oberstudienrat, Leiter des Stadtarchivs Ingolstadt (1941–1959)
5. 1949–1961 Reinhold Schaffer (1891–1963) Archivar; Direktor des Stadtarchivs München (1939–1956)
6. 1961–1963 Götz Freiherr von Pölnitz (1906–1967) Historiker, Universitätsprofessor in Erlangen-Nürnberg
7. 1963–1989 Karl Bosl (1908–1993) Historiker, Universitätsprofessor in München
8. 1989–2021 Manfred Treml (* 1943) Historiker; zuletzt Leiter des Museumspädagogischen Zentrums in München (2001–2010); beim Verband vorher Schriftführer (1987– 1989); seit 2021 Ehrenvorsitzender
9. seit 2021 Michael Stephan (* 1954) Archivar; zuletzt Direktor des Stadtarchivs München (2008–2020); Vorsitzender des Historischen Vereins von Oberbayern (seit 2010); beim Verband vorher Beirat (2010–2013) und Schatzmeister (2013–2021)[2]

## Ehrungen
Der Verband bayerischer Geschichtsvereine verleiht Ehrenmitgliedschaften, die Aventinus-Medaille und Ehrennadeln.